# Hoge Poort (Olsztyn)
De Hoge Poort (Pools: Brama Górna of Wysoka Brama) (Duits: Hohes Tor of Obertor) is een stadspoort in de Poolse stad Olsztyn (Duits: Allenstein). De gotische poort is een voorbeeld van baksteengotiek en staat op deze plek sinds 1378 in de 14e eeuw. De poort maakte onderdeel uit van de stadsmuur van Olsztyn, welke verbonden was met het kasteel van Allenstein. De stad beschikte over drie stadspoorten. De Hoge Poort bestaat uit vijf verdiepingen.
In 1788 werd de poort verbouwd tot een wapenarsenaal van het Pruisische leger. Vanaf 1858 diende de poort als gevangenis. Een van de bekende gevangenen die hier gevangen heeft gezeten is de Poolse historicus, etnograaf, dichter en vrijheidsstrijder Wojciech Kętrzyński. Hij zat er in 1863 wegens wapensmokkel voor een Poolse opstand. Aan deze man herinnert een plaquette op de poort.
De poort werd aan het einde van de 19e eeuw nogmaals ingrijpend verbouwd.
In de Tweede Wereldoorlog bleef de poort onbeschadigd. Om het 650-jarig bestaan van de stad te vieren werd de poort in 2003 gerenoveerd. Dit jubileum wordt ook met een plaquette op de poort weergegeven. De stad ontving voor dit jubileum een glazen mozaïek met een icoon van Maria, als koningin van de vrede. Dit was een geschenk van Paus Johannes Paulus II en is gemaakt in Rome. Dat de paus een cadeau aan deze stad schonk, heeft met de historische landsheerlijkheid van de stad te maken, het vroegere prinsbisdom Ermland.
Als herinnering aan de schenking is er sinds 2006 ook een plaquette van deze paus op de poort te vinden. Het mozaïek van Maria bevindt zich in een nis op de poort. De Hoge Poort maakt tegenwoordig onderdeel uit van een hostel.

## Afbeeldingen

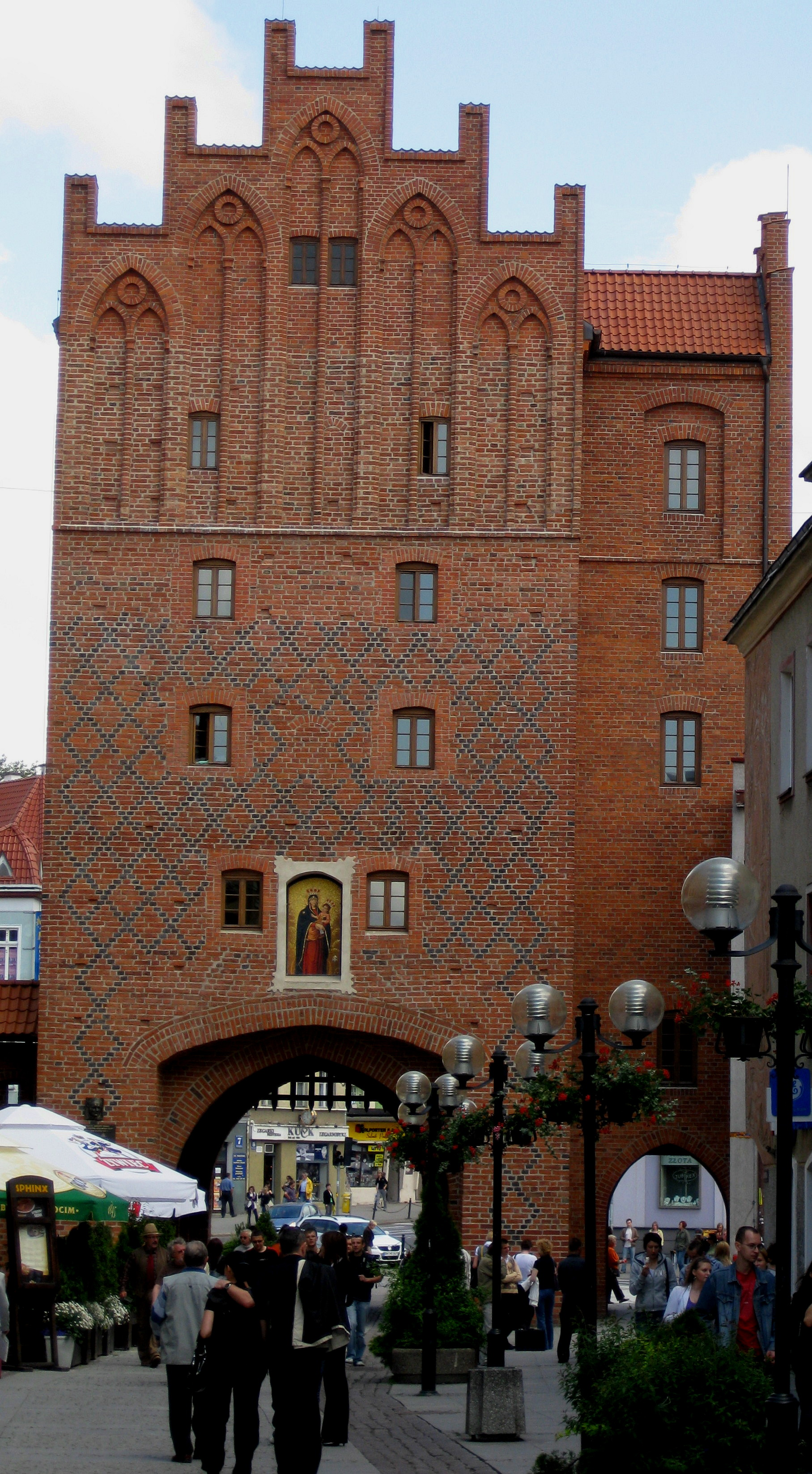
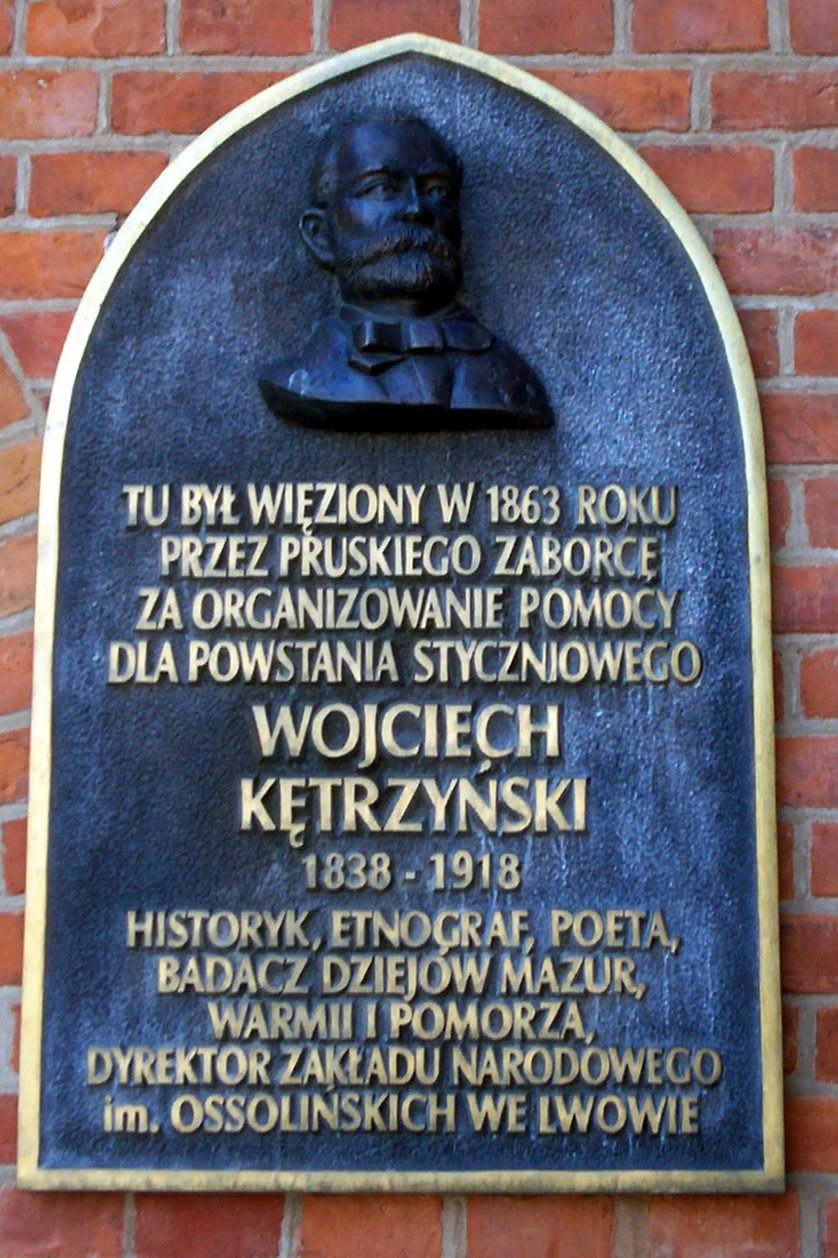
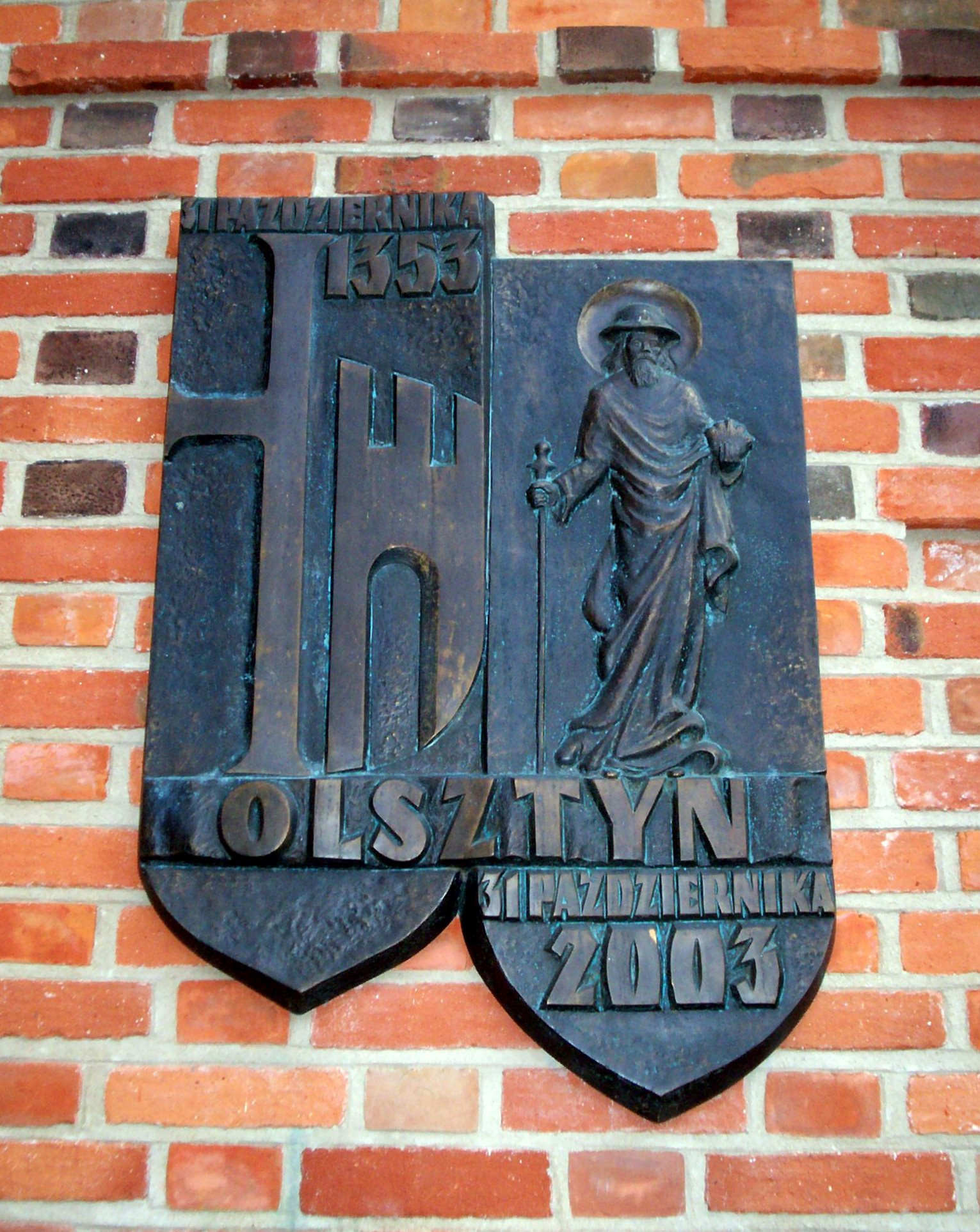
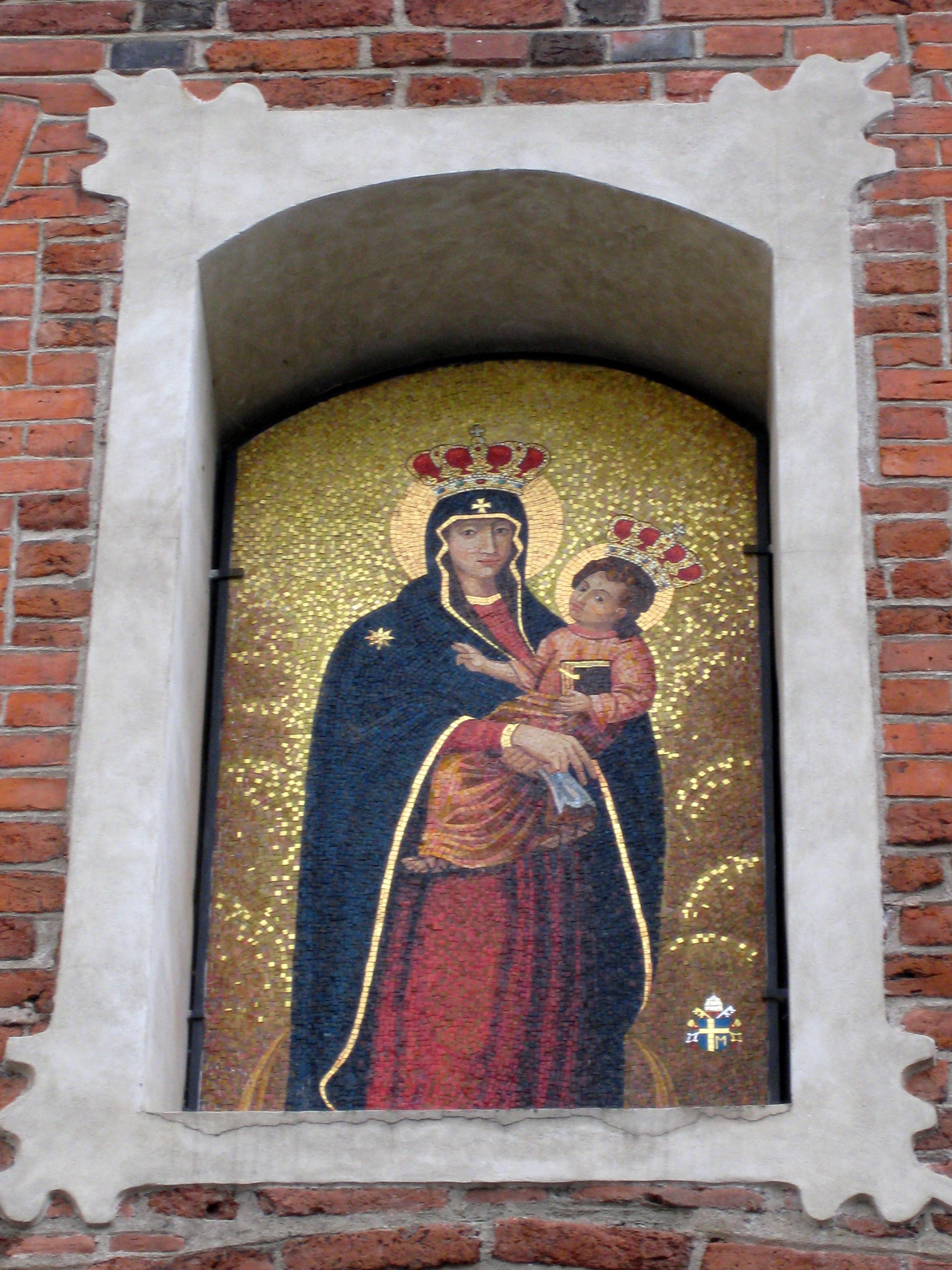
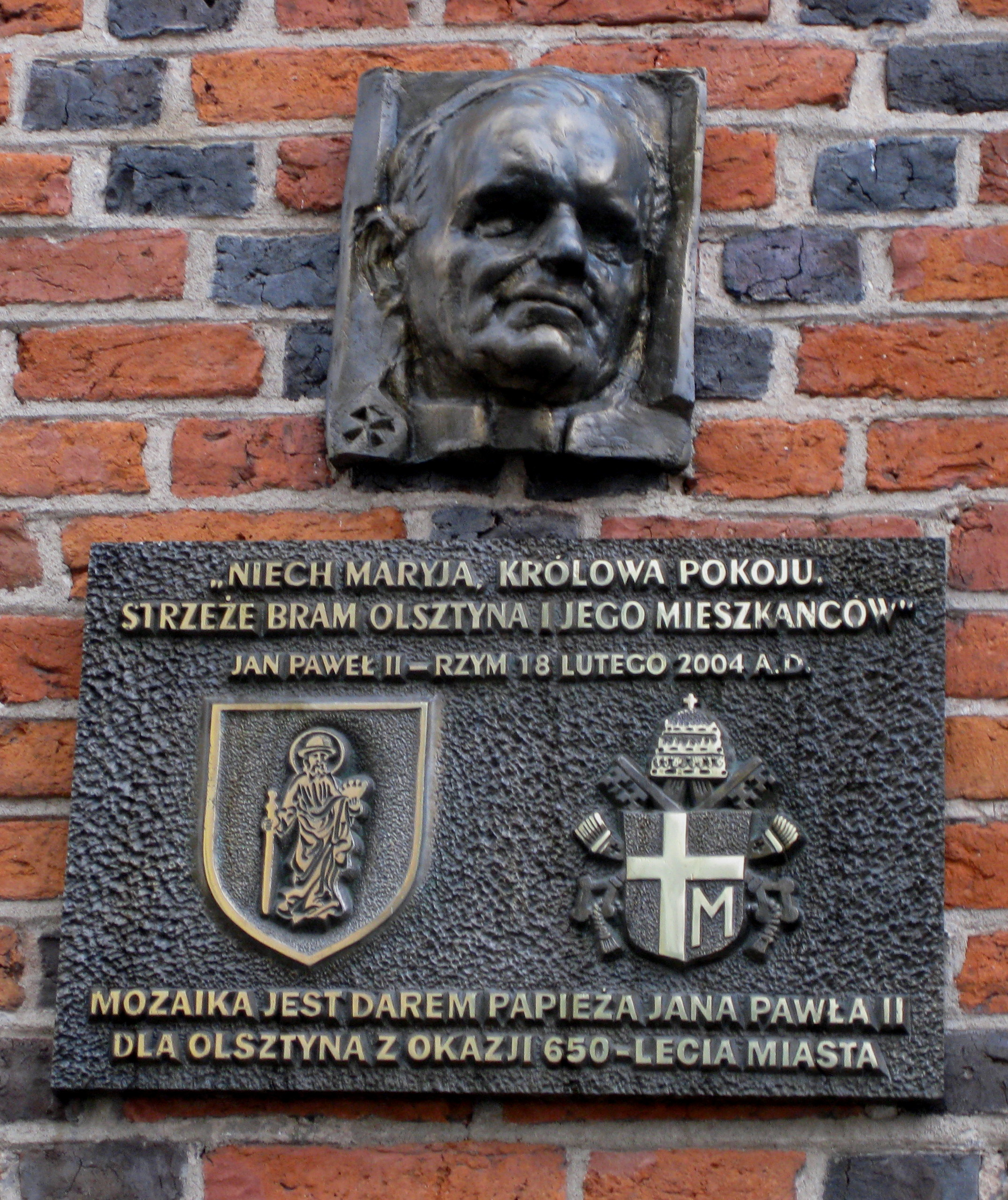